# American Dreams
American Dreams var en amerikansk tv-serie, der oprindeligt kørte fra 2002 til 2005. Serien foregik i Philadelphia i 1960'erne, med start i 1963, og handlede om teenageren Meg Pryor, hendes famile og venner, og livet i 1960'erne. American Dreams blev aflyst af netværket NBC i 2005 på grund af for lave seertal.